# Foot à 5
 (mars 2009).
Si vous disposez d'ouvrages ou d'articles de référence ou si vous connaissez des sites web de qualité traitant du thème abordé ici, merci de compléter l'article en donnant les références utiles à sa vérifiabilité et en les liant à la section « Notes et références ».
Le foot à 5 (en anglais five-a-side football) est une variante du football qui se joue à cinq joueurs (quatre joueurs de champ et un gardien de but).

## Historique
Le foot à 5 est né dans les années 1940 au Brésil avec le futsal. Sport populaire au Brésil, la plupart des stars brésiliennes (Pelé, Ronaldo, Ronaldinho) se sont initiées au football dans un gymnase ou sur des terrains improvisés dans les rues.
Aujourd'hui, le foot à 5 connaît une deuxième jeunesse non seulement avec le développement du futsal mais surtout par l'éclosion de centres privés en Europe qui permettent de pratiquer le foot à 5.

## Concept
Le foot à 5 se joue donc dans des centres privés ou sur des terrains publics. Il se joue sur des terrains dont les dimensions sont très proches d'un terrain de handball avec un revêtement synthétique.
Le foot à 5 se veut comme la pratique urbaine du football et surfe sur la vague de développement des sports urbains : skateboard, freestyle[Quoi ?]. Contrairement à la pratique en club, la pratique ne nécessite pas d'entrainements, car tout est basé sur le plaisir et non la compétition.

## Variantes
- Foot à 6
- Football de plage
- Futsal
- Soccer intérieur

## Dans le monde

### Europe

#### Angleterre
Si le foot à 5 connait une deuxième jeunesse en Europe aujourd'hui, c'est avant tout grâce à l'Angleterre. Supporté par des marques comme PowerLeague ou Goals soccers centres, le foot à 5 est en plein essor. On compte plus de 6 millions de joueurs.
Sur Londres, on dénombre plus de vingt centres de foot à 5.

#### France
En France, la pratique prend de l'ampleur depuis quelques années[Quand ?].
L’équipe de France de foot à 5 représenté par le five/soccerpark a fait bonne figure lors de la précédente compétition[Laquelle ?] organisé en Tunisie et retransmis sur l’equipe 21 éliminé en quart de finale par le Sénégal. On compte aujourd'hui environ 4 millions de joueurs sur le territoire.
UrbanSoccer et Le FIVE/SoccerPark sont les marques leaders sur le marché,.

#### Italie
L’Italie compte 4 millions de joueurs. Futbolclub est la marque leader sur le marché.

## Règles
- Le football à 5 se joue avec 4 joueurs de champ et un gardien de but.
- Les matchs se déroulent en 2*25 minutes.
- Le jeu se joue avec les balustrades.
- Le gardien n'a pas le droit de sortir de sa surface.
- Le gardien n'a pas le droit de dégager au pied.
- Pas de jeu au sol.
- Ballon de taille 4.
- Penalty en cas de sortie du gardien de sa surface, entrée du défenseur dans la surface et si une équipe commet 3 fautes[4].